# Buccinum
Buccinum är ett släkte av snäckor som beskrevs av Carl von Linné 1758. Buccinum ingår i familjen valthornssnäckor.

## Bildgalleri

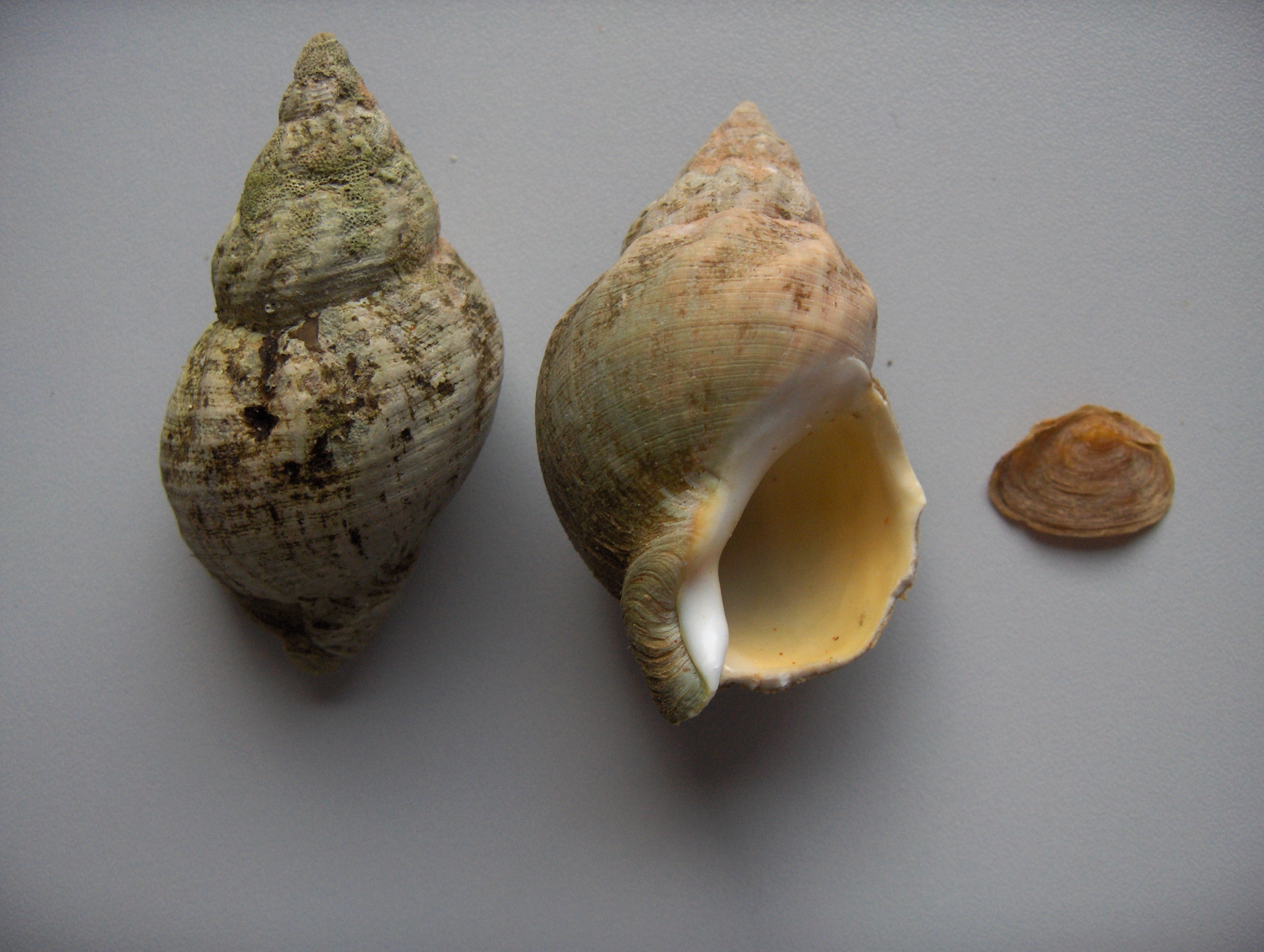

## Dottertaxa tillBuccinum, i alfabetisk ordning[1][2]
- Buccinum abyssorum
- Buccinum aleuticum
- Buccinum amaliae
- Buccinum angulosum
- Buccinum aniwanum
- Buccinum baerii
- Buccinum belcheri
- Buccinum bulimuloideum
- Buccinum chartium
- Buccinum chishimananux
- Buccinum chishimanum
- Buccinum ciliatum
- Buccinum cnismatum
- Buccinum cyaneum
- Buccinum diplodetum
- Buccinum eugrammatum
- Buccinum fringillum
- Buccinum glaciale
- Buccinum gouldii
- Buccinum hertzensteini
- Buccinum humphreysiana
- Buccinum humphreysianum
- Buccinum hydrophanum
- Buccinum inexhaustum
- Buccinum kadiakense
- Buccinum micropoma
- Buccinum midori
- Buccinum moerchi
- Buccinum nivale
- Buccinum normale
- Buccinum ochotense
- Buccinum oedematum
- Buccinum orotundum
- Buccinum pemphigus
- Buccinum percrassum
- Buccinum physematum
- Buccinum picturatum
- Buccinum planeticum
- Buccinum plectrum
- Buccinum polaris
- Buccinum rondinum
- Buccinum rossellinum
- Buccinum rossicum
- Buccinum sandersoni
- Buccinum scalariforme
- Buccinum sericatum
- Buccinum sigmatopleura
- Buccinum simulatum
- Buccinum solenum
- Buccinum striatissimum
- Buccinum strigillatum
- Buccinum tanguaryi
- Buccinum taphrium
- Buccinum tenebrosum
- Buccinum tenellum
- Buccinum totteni
- Buccinum tsubai
- Buccinum tumidulum
- Buccinum undatum
- Buccinum viridum